# Borussia-Park
El Borussia-Park és un estadi de futbol de Mönchengladbach (Alemanya) i és la seu del Borussia Mönchengladbach, club de la Bundesliga. Va substituir al petit estadi Bökelberg al juliol del 2004 pel fet que no satisfeia els mínims exigits de qualitat internacional.
Té una capacitat de 54.067 espectadors encara que per a partits internacionals, la capacitat total és de 46.249 persones. El nou estadi està amenitzat amb zones VIP, bar, botiga d'aficionats i museu, i va costar 85 milions d'euros. La seva adreça és: Hennes - Weisweiler - Allee 1, D-41179, Mönchengladbach.

## Imatges

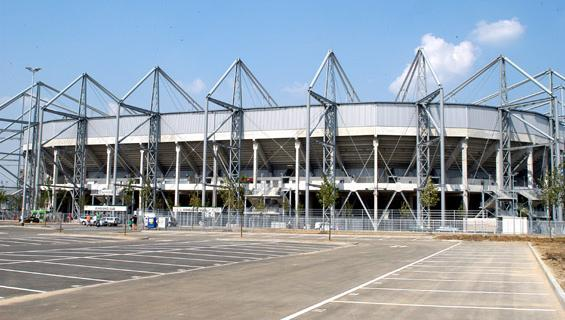
Exterior del Borussia-Park.
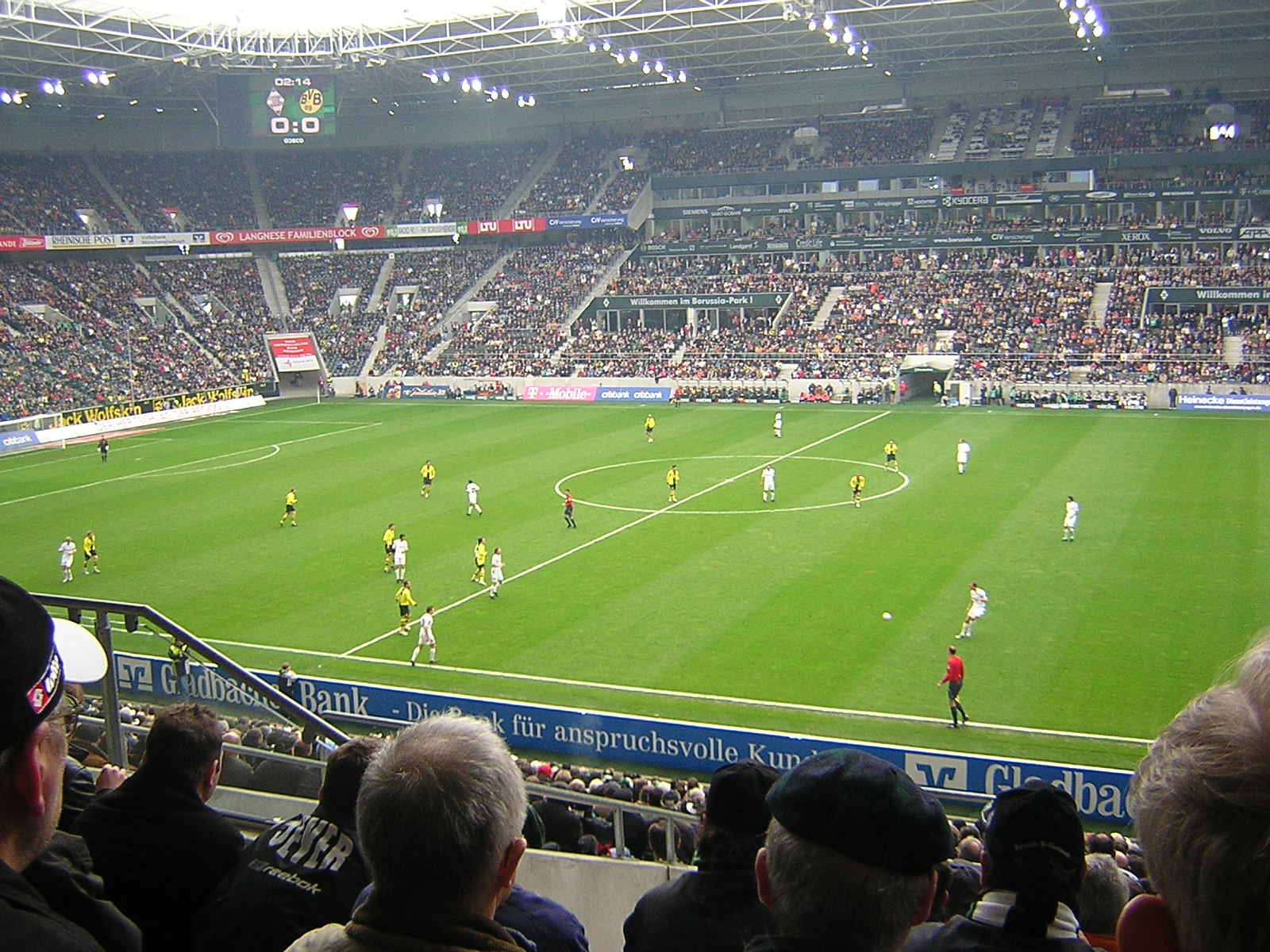
Un partit de la Bundesliga en el Borussia Park.
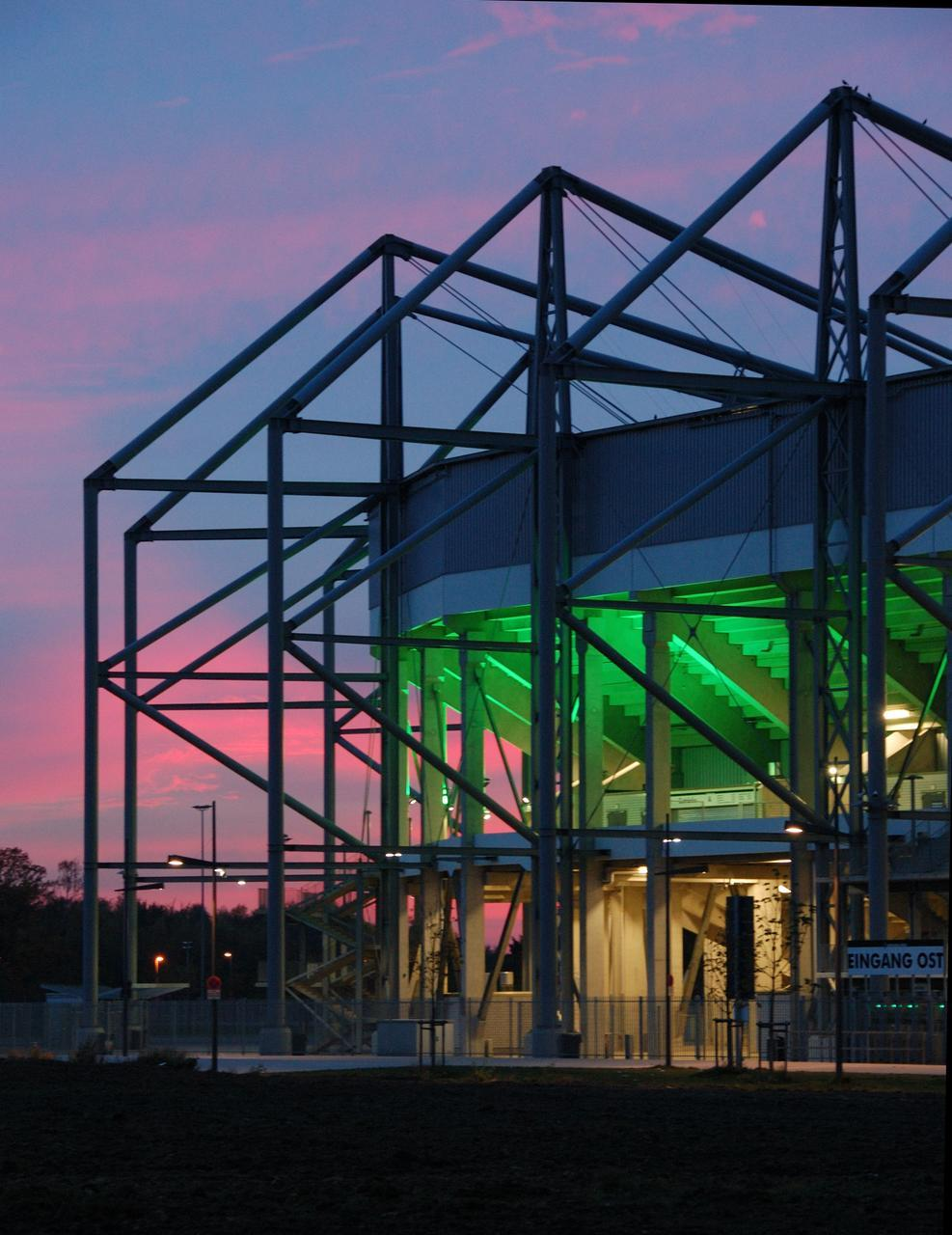
Borussia-Park
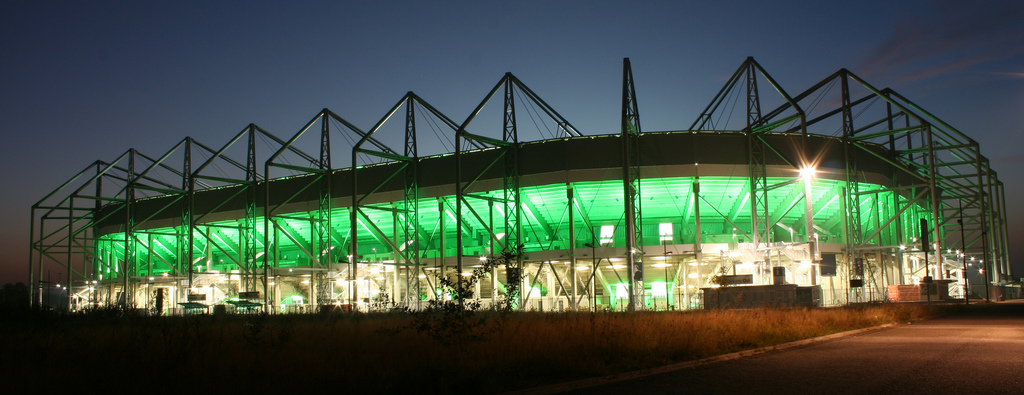
Borussia-Park
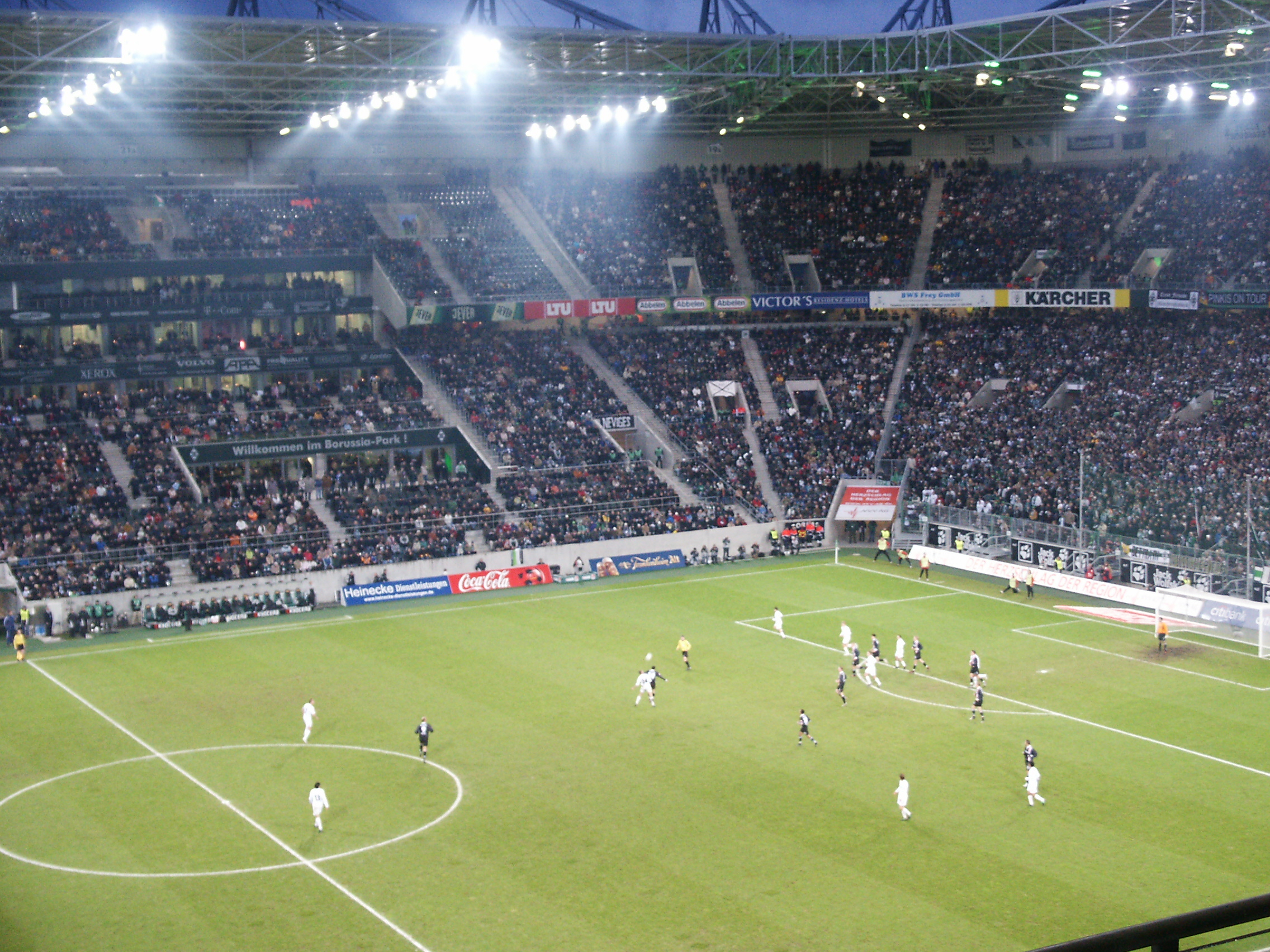
Borussia-Park
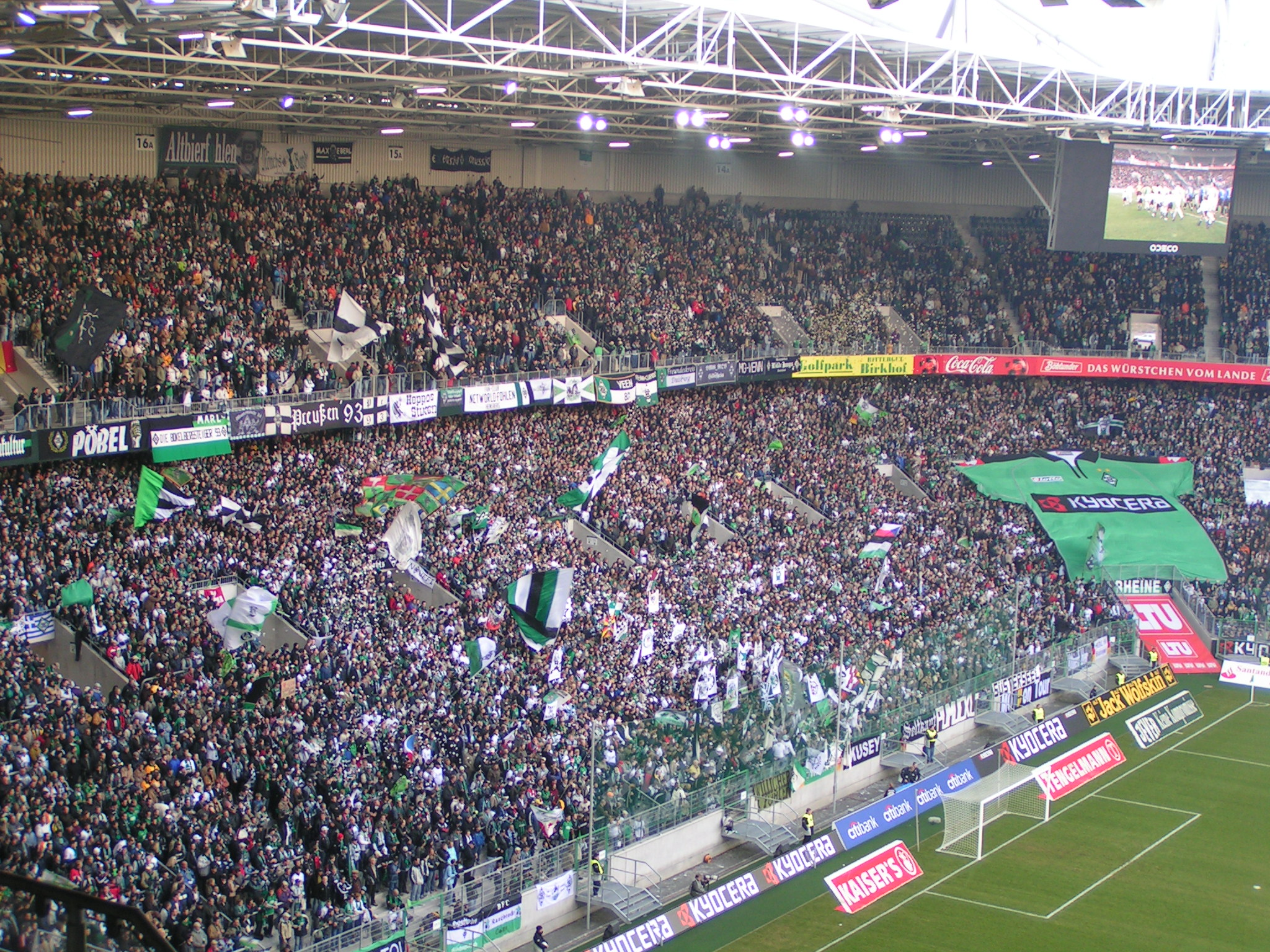
Borussia-Park